# Cocullo
Cocullo é uma comuna italiana da região dos Abruzos, província de Áquila, com cerca de 350 habitantes. Estende-se por uma área de 31km², tendo uma densidade populacional de 10  hab/km². Faz fronteira com Anversa degli Abruzzi, Bugnara, Castel di Ieri, Castelvecchio Subequo, Goriano Sicoli, Ortona dei Marsi, Prezza.

## Demografia
| Variação demográfica do município entre 1861 e 2011                               |
|                                                                                   |
| Fonte: Istituto Nazionale di Statistica (ISTAT) - Elaboração gráfica da Wikipedia |